# ایبی کورا
ایبی کورا (به پرتغالی: Ibiquera) یک منطقهٔ مسکونی در برزیل است که در باهیا واقع شده‌است. ایبی کورا ۴٬۰۴۶ نفر جمعیت دارد.